# レイノルズ数

円柱周りのカルマン渦列。この現象は円柱周りで起こり、すべての流体について、円柱サイズと流体速度との積を動粘性係数で割ったものが、つまりはレイノルズ数が40から10^{3}のときに見られる。

レイノルズ数（レイノルズすう、英: Reynolds number、Re）は流体力学において慣性力と粘性力との比で定義される無次元量である。流れの中でのこれら2つの力の相対的な重要性を定量している。
概念は1851年にジョージ・ガブリエル・ストークスにより紹介されたが、レイノルズ数はオズボーン・レイノルズ (1842年 - 1912年) の名にちなんで名づけられており、1883年にその利用法について普及させた。
流体力学上の問題について次元解析を行う場合にはレイノルズ数は便利であり、異なる実験ケース間での力学的相似性を評価するのに利用される。
また、レイノルズ数は層流や乱流のように異なる流れ領域を特徴づけるためにも利用される。層流については、低いレイノルズ数において発生し、そこでは粘性力が支配的であり、滑らかで安定した流れが特徴である。乱流については、高いレイノルズ数において発生し、そこでは慣性力が支配的であり、無秩序な渦や不安定な流れが特徴である。
実際には、レイノルズ数の一致のみで流れの相似性を保証するには十分ではない。流体流れは一般的には無秩序であり、形や表面の粗さの非常に小さな変化が異なる流れをもたらすことがある。しかしながら、レイノルズ数は非常に重要な指標であり、世界中で広く使われている。

## 定義
レイノルズ数Re は表面に向かう相対運動の中の流れを有する様々な状況として定義される。これらの定義は一般的に密度や粘性、及び速度や特性長さ、もしくは特性寸法等の流体特性を含む。この特性長さは慣習によって決められており、例えば、半径や直径は球や円に対して等しく有効であるが、どちらか1つが慣習的に選ばれている。航空機や船舶については、縦の長さもしくは幅が特性長さとして利用される。配管内の流れや流れの中の球の運動については、内径が今日一般的に利用されている。長方形配管や球体以外の丸みを帯びた物体のような他の形状については定義されている等価直径を用いる。圧縮性気体や非ニュートン流体のような、粘性や密度が一定ではない流体については、特別な規則が適用される。速度についてもある環境、特に攪拌槽では慣習により定義される。
{\displaystyle Re={{\rho {\mathbf {\mathrm {v} }}L} \over {\mu }}={{{\mathbf {\mathrm {v} }}L} \over {\nu }}}
- {\displaystyle {\mathbf {\mathrm {v} }}} ： 物体の流れに対する相対的な平均速度（国際単位系 m/s）
- {\displaystyle {L}} ： 特性長さ（流体の流れた距離など）(m)
- {\displaystyle {\mu }} ： 流体の粘性係数 （Pa·s 、 N·s/m2 、 kg/(m·s)）
- {\displaystyle {\mathbf {\nu }}} ： 動粘性係数(ν = μ/ρ)(m2/s)
- {\displaystyle {\rho }\,} ： 流体の密度(kg/m3)

このレイノルズ数の定義式を変形すると、
{\displaystyle Re={\frac {\rho {\mathbf {\mathrm {v} }}^{2}}{\mu {\mathbf {\mathrm {v} }}/L}}}
となる。これは慣性力（分子）と粘性力（分母）の比と読みかえることができる。さらには全体の運動量輸送と分子の運動量輸送の比としても考慮することができる。

### 配管流れ
配管内の流れにおいて、レイノルズ数は一般的に次のように定義される。
{\displaystyle Re={{\rho {\mathbf {\mathrm {v} }}D_{H}} \over {\mu }}={{{\mathbf {\mathrm {v} }}D_{H}} \over {\nu }}={{{\mathbf {\mathrm {Q} }}D_{H}} \over {\nu }A}}
- {\displaystyle {D_{H}}} - 水力直径(m)
- {\displaystyle {\mathrm {Q} }} - 体積流量（m3/s）
- {\displaystyle {A}} - 配管の断面積（m2）

四角、長方形、または高さと幅が等しい環状ダクトのような形においては、内部流れの状態に対する特性長さLには次のように定義される水力直径DH が使われる。
{\displaystyle D_{H}={\frac {4A}{P}}}
- {\displaystyle {A}} - 配管の断面積（m2）
- {\displaystyle {P}} - 潤辺(m)

水路における潤辺は断面で見た場合の水路と流れが接する周辺長さの合計のことである。これは、水が空気にさらされる部分の長さは潤辺に含まないことを意味する。
円管の満水流れにおいては、水力直径は数学的に示される通りの配管の内径に一致する。
チューブインチューブ方式の熱交換器の外部管のような環状ダクトにおいては、水力直径は次の式に帰着することが代数的に示せる。
{\displaystyle D_{H,\mathrm {annulus} }=D_{o}-D_{i}}
- {\displaystyle D_{o}} - 外部管の内径
- {\displaystyle D_{i}} - 内部管の外径

非円形ダクト内の流れを含む計算においては、水力直径は十分な精度で円形ダクトの直径に置き換えることができる。

### 平行2平板間の流れ
平行に置かれた2平板表面間（幅は2平板間のスペースよりはるかに大きい）での流れにおいては、特性長さは平板間距離の2倍になる。

### 開水路流れ
自由表面を伴った流体流れに関し、水力直径が決定される必要がある。これは、開水路の断面積を潤辺で割ったものである。半円形水路では直径の半分となる。長方形水路では、水力直径は断面積を潤辺で割ったものとなる。いくつかの文献では、水力直径の4倍となる特性長さが用いられているが、これは配管流れにおける乱流の発生に関してレイノルズ数が同じ値となるように選択されたものである。他の文献では、遷移領域及び乱流領域では必然的に異なった値となるレイノルズ数とともに、水路ごとに慣習的に特性長さとしての水力直径を用いている。

### 翼型まわりの流れ
レイノルズ数は翼型の設計において利用され、特徴を計算/比較することで"スケールエフェクト"を行う。ごく小さい翼については、大きくする場合には、異なった処理がなされる。  流体力学の専門家は
翼弦レイノルズ数（英: the chord Reynolds number）R   を次のように定義する。
{\displaystyle R=Vc/v}
- {\displaystyle {V}} - 飛行速度(m/s)
- {\displaystyle {c}} - 翼弦（chord, コード）(m)
- {\displaystyle v} ： 動粘性係数（ν = μ/ρ,海水面の大気では1.460x10-5 m2/s）（m2/s）

### 流れの中の障害物

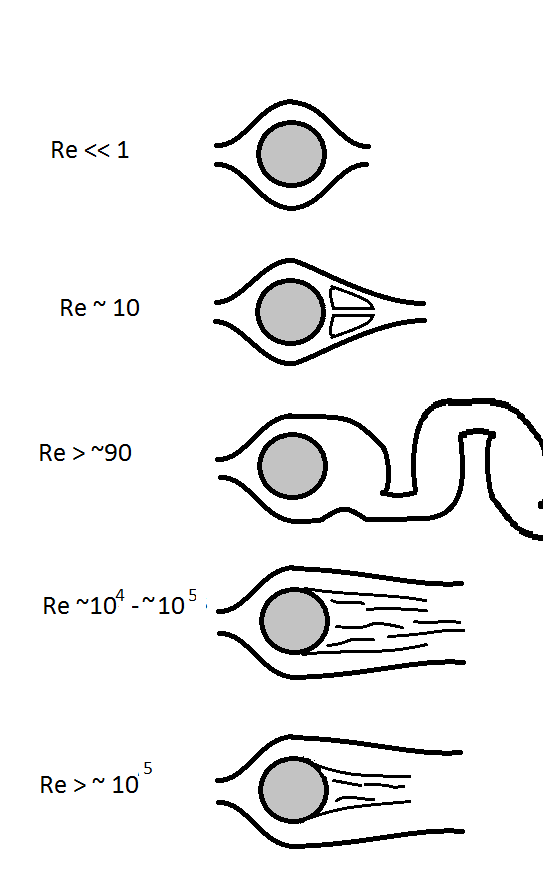
流体流れの定性的ふるまいはレイノルズ数に大きく依存する；類似した流れのパターンは障害物の形やレイノルズ数が一致するときに現れ、他のパラメータとして障害物の表面の粗度も大きな影響を与える。

流れの中の障害物に関したレイノルズ数は、粒子レイノルズ数と呼ばれしばしばRepと表記され、粒子周りの流れの性質、渦の剥離の発生の有無、及び粒子の沈降速度を考慮するときに重要となる。

#### 流れの中の球

球付近のクリープ流れ: 矢印線は流線,力は抗力 F_{d} と重力 F_{g}

流れの中の球に関し、特性長さは球の直径であり、特性速度は、球からすこし離れた場所の球の運動が流体の検査体を乱さないような場所にある流体と球との相対速度である。密度と速度は流体の属性とする。この定義では、レイノルズ数が0.1までは純粋な層流のみが存在することに注目すべきである。
レイノルズ数が低い状態では、力と速度の関係はストークスの式により与えられる。

#### 流れの中の楕円体
楕円形の物体の式は球の式と同様であり、物体が楕円体に近似されるとき軸の長さが特性長さとして用いられる。ただし、粒子の軸長さの測定は非現実的なので、ふるい径が特性粒子長さとして代わりに用いられる。二つの概算値を用いることで限界レイノルズ数の値が変動する。

#### 沈降速度
粒子レイノルズ数は粒子の沈降速度を決定するのに重要である。粒子レイノルズ数が層流を示す場合、ストークスの式を沈降速度の計算式として使用することができる。粒子レイノルズ数が層流を示す場合、適切な沈降速度をモデル化するために乱流抗力法（turbulent drag law）が構築される必要がある。
高分子溶液や重合体溶融物のような粘性が元々高い流れは普通は層流となる。レイノルズ数が非常に小さければ、ストークスの法則により流体の粘性を計ることができる。球が流体の中で沈降するとき、球はすぐに終末速度に達し、そこから粘性が求まる。

### 充填層
直径がD のほぼ球状の粒子からなる充填層に接触する流体流れについて、充填率がε及び空塔速度がV であるとき、レイノルズ数は次のように定義される。
{\displaystyle Re={{\rho {\mathbf {\mathrm {V} }}D} \over {\mu (1-\epsilon )}}}
層流はRe = 10まで適用され、2000以上になると完全乱流となる。

### 攪拌槽
中央にある回転式のパドル、タービンまたはプロペラにより攪拌される円筒容器内では、レイノルズ数は次のように定義される。
{\displaystyle Re={{\rho ND^{2}} \over {\mu }}}
- {\displaystyle D} ：特性長さはこの攪拌槽の直径となる
- {\displaystyle ND} ：速度
- {\displaystyle N} ：回転速度

このシステムではレイノルズ数が10000以上となると完全乱流となる。

## 物理的な意味

### 流れの相似性1
後述のバッキンガムのΠ定理によれば、流れの中におかれた物体に働く力はレイノルズ数とマッハ数のみの関数である。すなわち、レイノルズ数とマッハ数が同じ値の流れ場は同じ振る舞いをする。これを流れの相似性という。これを利用すれば、風洞実験で流れ場を再現するにはレイノルズ数・マッハ数を変えるだけでよく、流速・密度・粘性係数・圧力等といった多数の変数を扱う必要がなくなり、実験回数を大きく削減できる。
さらに、外力が保存力であり、かつ非圧縮性流れの場合は境界の相似性とレイノルズ数の一致のみによって流れ場全体の相似性が成り立つ。これをレイノルズの相似則（Reynolds's law of similarity）という（相似則も参照）。

### 流れの相似性2
2つの流れが相似であるためにはそれらが相似な幾何学的形状を持たなければならず、かつ等しいレイノルズ数とオイラー数Eu を持つ必要がある。モデル流れと実スケール流れにおける対応した点での流体の振る舞いを比較するとき、次の関係が保たれる。
{\displaystyle Re_{\mathrm {m} }=Re\;}
{\displaystyle Eu_{\mathrm {m} }=Eu\;\quad \quad {\mbox{i.e.}}\quad {p_{\mathrm {m} } \over \rho _{\mathrm {m} }v_{\mathrm {m} }^{2}}={p \over \rho v^{2}}\;}
'm'と表記される量はモデル周りの流れに関するもので、表記のないほうが実スケール流れである。これにより、現実流れに対するモデル流れの相関を保ったまま、水路または風洞での小さなモデルで実験をし、かつ実験にかかる費用と実験期間を削減することが可能となる。現実の動的相似性は圧縮性流れにおけるマッハ数、または開水路流れを支配するフルード数等の他の無次元量との一致を必要とする場合もあるので注意が必要である。いくつかの現実流れはモデルとして利用可能な装置や流れで実際に使われる無次元パラメータよりも多くの無次元パラメータを含むものであるが、そのパラメータのうち1つが最も重要であると決定されることが多い。実験モデルでの流れについて有効性を高めるには、相当回数の実験と技術者の判断が必要となる。

### 乱流遷移の指標
定義を見てみると分母は粘性力、分子は慣性力の強さを表しており、レイノルズ数は粘性力（周りの流体要素と同様に動こうとする力）に対する慣性力（周りとは別に動こうとする力）の強さを表していると見ることができる。したがってレイノルズ数が大きくなることは、各流体要素が別個に運動し、流れ場が乱流に近づくことを意味する。一般に、流れは、レイノルズ数が小さい内は層流だが、レイノルズ数が大きくなると、乱流に転ずる。このため、レイノルズ数は、乱流と層流を区別する指標としても用いられる。層流が乱流に遷移するときのレイノルズ数を限界レイノルズ数という。例として、円管内の流れでは2,300 - 4,000であることが知られている。レイノルズ数が2300と4000間では、層流と乱流ともに起こり得り"遷移"流と呼ばれ、配管の粗さや流れの不均一性等の他の要因に影響される。この結果は水力直径を用いた非円形水路についても発生し、遷移レイノルズ数は他の形状の水路についても計算することができる。
一様流中の平板表面では限界レイノルズ数は500,000程度であることが実験から知られている。
これらの遷移レイノルズ数は"限界レイノルズ数"と呼ばれ、1895年にオズボーン・レイノルズにより研究されている。

### 乱流運動における最小スケール
乱流において、時間変化するひと塊のスケールでの流体運動が存在する。流体運動（渦とも呼ばれる）の最大サイズは流れの全体のジオメトリーにより決められる。例えば、工業用煙突において渦の最大スケールは煙突そのものの直径と同等の大きさである。最小スケールのサイズはレイノルズ数により決められる。レイノルズ数が大きくなると、小さな渦も可視化されてくる。煙突では、煙は大きな渦に加えて非常に小さな速度の揺れまたは渦を持っているように見えるかもしれない。これらの意味でレイノルズ数は流れスケールの規模についての指標であるといえる。レイノルズ数が大きいと、スケールの範囲も大きくなる。最大の渦はいつも同じサイズとなり、最小の渦はレイノルズ数により決定される。
この現象についての説明はどうなるか？大きなレイノルズ数は粘性力が流れの大きな規模では重要でないことを示す。粘性力に対する慣性力が非常に優位に働くと、流体運動の最大スケールは小さくならない。それはそれらの運動を放散するだけの十分な粘性がないということである。スケールが十分に小さく粘性が重要である（つまりは、粘性力が慣性力のオーダーになる）レベルまでは運動エネルギーが"カスケード"的に大きなスケールから次第に小さなスケールへと低下しなければならない。それは粘性作用によるエネルギーの消失が最終的に行われるのはこれら小さなスケールにおいてということである。それゆえ、最大渦は流れのジオメトリーにより決定され最小渦は粘性により決められるので、レイノルズ数は乱流運動最大スケールと最小スケールの比として理解することができる。

## 各分野における利用

### 流体力学

ムーディー線図。レイノルズ数と配管の相対粗度を関数としたダルシー・ワイスバッハの式に使われる摩擦損失係数を記述している。

十分に発達した流体流れに見られる圧力低下は、ムーディー線図を用いて予測可能であり、この線図ではレイノルズ数Re と相対粗度ε/D に対して摩擦損失係数 f をプロットしている。この線図においては層流領域、遷移領域、及び乱流領域がレイノルズ数の増加とともにはっきりと示されている。配管流れの性質は流れが層流か乱流かにより強く依存する。管網解析では圧力損失を求めるために、摩擦損失係数が必要であり、摩擦損失数を求めるため、レイノルズ数が使われる場合があるので非常に重要な無次元数である。

### 生理学
人体における血液循環についてのポアズイユの法則は層流に依存する。
レイノルズ数の定義を用いると、流れ速く、直径大きく、そして血液の密度が高いと乱流となりやすいことがわかる。血管の直径の急激な変化は乱流につながりやすく、例えば狭いところが広くなるときがそうである。さらに、可聴乱流が聴診器で検出されるところでは乱流の原因の可能性としてアテロームの膨らみが挙げられる。

### 航空力学
レイノルズ数は詳細な数字でなく、「10 の何乗」という桁数（オーダー）に注目することも多い。たとえば、空気中を飛行する飛行機の主翼でのレイノルズ数は 106 - 108 程度である。また、模型飛行機などのレイノルズ数は105以下で低レイノルズ数領域と言われている。

### 船舶工学
高分子溶液の層流は魚やイルカにより利用され、それらが皮膚から高分子溶液をにじみ出し泳ぎの間、体の上の流れを助ける役割をしている。これはヨットレースにおいて利用され、ヨットオーナーはスピードをあげるために低分子量のポリエチレングリコールのような高分子溶液を船体の接水面にポンプ注入することがある。

## 式の導出

### バッキンガムのΠ定理
レイノルズ数はバッキンガムのΠ定理に基づく次元解析から導かれたものであり、同様のものにマッハ数がある。
バッキンガムのΠ定理とは、
「物理現象を表すパラメータがn個、そこに現れる単位（次元）がm種類のとき、n-m個の無次元量π1,...,πn-mと関係式fが存在して
{\displaystyle f(\pi _{1},\dots ,\pi _{n-m})=0}
と書ける。」
という定理である。
（圧縮性の）流体の運動を考えると、現象を表すパラメータは密度ρ、粘性μ、音速a、圧力p、平均速度Vおよび特性長さDの6つであり、単位はkg、m、sの3種類である。したがってΠ定理より、6-3=3つの無次元量が存在することが分かる。これらのパラメータを組み合わせて作られる無次元量としては、通常はレイノルズ数Re、マッハ数Maおよび圧力を無次元化した圧力係数ψ：
{\displaystyle Re={\frac {\rho DV}{\mu }},\quad Ma={\frac {V}{a}},\quad \psi ={\frac {p}{\rho V^{2}}}}
の3つをとり、それらの間の関係式の形として
{\displaystyle \psi =\psi (Re,Ma)}
を採ることが多い。
さらに非圧縮性を仮定した場合には、音速a→∞のため、マッハ数Maを考える必要がないので、関係式は
{\displaystyle \psi =\psi (Re)}
となる。

### ナビエ-ストークス方程式
レイノルズ数はナビエ-ストークス方程式（非圧縮性で外力なし）を無次元形に変形することで、方程式を支配する唯一のパラメータとして得ることができる。
{\displaystyle \rho \left({\frac {\partial \mathbf {v} }{\partial t}}+\mathbf {v} \cdot \nabla \mathbf {v} \right)=-\nabla p+\mu \nabla ^{2}\mathbf {v} }
上式中の各項は、体積力（単位体積当たりの力、N/m3）、もしくは同等な表現として、加速度と密度の積（m/s2kg/m3）の単位を持っている。 物理的サイズに直接的によらない形の式を得るため、方程式を無次元化する。
無次元式を得るひとつの方法として次の係数を式全体に掛ける方法がある：
{\displaystyle {\frac {D}{\rho V^{2}}}}
- {\displaystyle V\,} - 平均速度 または 流体との相対速度（m/s）
- {\displaystyle D\,} - 特性長さ(m)
- {\displaystyle \rho \,} - 流体密度（kg/m3）

ここで次のように各物理量を無次元化する：
{\displaystyle \mathbf {v'} ={\frac {\mathbf {v} }{V}},\quad p'={\frac {p}{\rho V^{2}}},\quad {\frac {\partial }{\partial t'}}={\frac {D}{V}}{\frac {\partial }{\partial t}},\quad \nabla '=D\nabla }
するとナビエ-ストークス方程式を次の無次元化された方程式に書き直すことができる。
{\displaystyle {\frac {\partial \mathbf {v'} }{\partial t'}}+\mathbf {v'} \cdot \nabla '\mathbf {v'} =-\nabla 'p'+{\frac {\mu }{\rho DV}}\nabla '^{2}\mathbf {v'} }
この式にはパラメータが右辺第2項にしか現れていない。このパラメータを次のように書き換え、レイノルズ数と定義する：
{\displaystyle Re={\frac {\rho DV}{\mu }}}
最終的に式を読みやすくするためにプライム記号を省略して書き直すと次のようになる。
{\displaystyle {\frac {\partial \mathbf {v} }{\partial t}}+\mathbf {v} \cdot \nabla \mathbf {v} =-\nabla p+{\frac {1}{Re}}\nabla ^{2}\mathbf {v} }
この式はパラメータとしてレイノルズ数Re しか持たない。したがって同じレイノルズ数を持ち、かつ境界条件も相似形である流れは数学的に全て同等である。
上記の式でRe → ∞のとき、粘性項が消える。したがって、高レイノルズ数流れはおよそ非粘性の自由流れと同じとなる。